# موت قاسي 4
داي هارد 4 (بالإنجليزية: Die Hard 4.0 أو Die Hard 4 أو كما عُرف في شمال أمريكا: Live free or Die Hard)‏ هو الفيلم الرابع من سلسلة أفلام داي هارد, الفيلم من بطولة بروس ويليس الذي يقوم بدور الشرطي جون ماكلين, تم عمل الفيلم الرابع من السلسلة عام 2007 بعد 19 سنة منذ ظهور الفيلم الأول.

## القصة
في الجزء الرابع من سلسلة أفلام داي هارد، نرى الشرطي جون ماكلين (بروس ويليس) تقدم به العمر يعيش مع ابنته بعد أن تطلق من زوجته، وقد ترك عمله في شرطة نيويورك ليعمل في أمن الدولة، وفي أحد الأيام طلب منه أن يقبض على أحد قراصنة الكمبيوتر أو ما يعرف بالهاكرز اسمه مات فوستر (جستن لونغ) ليجد نفسه أمام هجوم كان ينوي قتل مات فوستر لكنهم لم يحسبوا حساب شرطي قديم مثل جوني ماكلين.
تواجه الولايات المتحدة الأمريكية هجمة إرهابية ولكن من نوع عصري في يوم استقلالها الموافق 4 يوليو، يبدأ الهجوم بتعطيل إشارات المرور، مما يسبب زحمة خانقة، حيث تقرر مجموعة من الإرهابيين مهاجمة شبكة الأنظمة التي تتحكم بالبنى التحتية للولايات المتحدة، لتضع البلاد ومن ثم العالم في حالة شلل تام. فبعد إشارات المرور يقومون بتعطيل شبكة البنوك، فتتعطل معها أجهزة الصرف الآلي، ثم يهاجمون شبكة السوق المالي فيصاب الاقتصاد الأمريكي بالهبوط، وككل يجد ماكلين نفسه في وسط الفوضى، ويبدو أن فوستر يمتلك ما يكفي من الذكاء والخبرة ليفهم بالضبط مالذي يحاول الإرهابيين فعله، فيقرر ماكلين الاستعانة به لتعطيل تحركاتهم والقضاء عليهم.

## الشخصيات
- بروس ويليس بدور المحقق جون ماكلين (شخصية خيالية)، شرطة نيويورك.
- جاستين لونغ بدور Matthew "Matt" Farrell
- تيموثي أوليفانت بدور توم غابرييل.[6]
- ماري إليزابيث وينستد بدور جوم ماكلين, .[7]
- ماجي كيو بدور Mai Linh,
- كيفن سميث بدور Frederick "Warlock" Kaludis..
- كليف كورتس بدور Miguel Bowman
- جوناثان سادوسكي  [لغات أخرى]‏ بدور Trey, Gabriel's main hacker
- إدواردو كوستا بدور Emerson, Gabriel's henchman
- سيريل رافاييل بدور Rand, Gabriel's acrobatic henchman
- يورغو قسنطينة  [لغات أخرى]‏ بدور Russo, Gabriel's henchman
- زيليكو افانيك بدور Agent Molina
- كريستينا تشانغ بدور Taylor
- لين وايزمان بدور the لوكهيد مارتن إف-35 لايتنيغ الثانية طيار(دور الكاميو)

## وصلات خارجية
- موت قاسي 4 على موقع IMDb (الإنجليزية)
- موت قاسي 4 على موقع ميتاكريتيك (الإنجليزية)
- موت قاسي 4 على موقع الموسوعة البريطانية (الإنجليزية)
- موت قاسي 4 على موقع روتن توميتوز (الإنجليزية)
- موت قاسي 4 على موقع نتفليكس (الإنجليزية)
- موت قاسي 4 على موقع قاعدة بيانات الأفلام العربية
- موت قاسي 4 على موقع ألو سيني (الفرنسية)
- موت قاسي 4 على موقع Turner Classic Movies (الإنجليزية)
- موت قاسي 4 على موقع أول موفي (الإنجليزية)
- موت قاسي 4 على موقع بوكس أوفيس موجو (الإنجليزية)
- الموقع الرسمي للفيلم
- صفحة الفيلم على موقع imdb